# Jōchō
Jōchō (定朝, mort en 1057) était un sculpteur japonais actif au XIe siècle durant l’époque de Heian. Il popularisa la technique de sculpture yosegi (composition par assemblage de plusieurs pièces de bois sculptées séparément) et redéfinit les canons de la sculpture bouddhique. Son style se diffusa dans tout le Japon et imprégna la sculpture durant près de 150 ans, faisant de lui une figure majeure de l’art japonais. De nos jours, les historiens de l’art le décrivent comme « le premier d’un nouveau genre de maîtres sculpteurs » ainsi que « l’un des artistes les plus innovateurs que le Japon ait jamais connus ».

## Biographie
Jōchō s’initia à la sculpture au Kōfuku-ji de Nara. En 1020, il avait déjà acquis un certain renom à Kyoto (Heian alors). Ce fut à cette époque que Fujiwara no Michinaga, régent et maître effectif du Japon, lui demanda d’assurer l’ornementation du Hōjō-ji, un temple fondé par les Fujiwara. Ces travaux lui valurent le titre honorifique de hokkyō en 1022, rang rare pour un sculpteur,.
Jōchō œuvra ensuite au Kōfuku-ji et fit si bien qu’il fut honoré du titre de hōgen (second plus haut rang pour un artiste bouddhiste),. Lui ou son école pourraient également avoir réalisé neuf figures d’Amida au Jōruri-ji de Tomino-o.
Fujiwara no Yorimichi, fils de Michinaga, confia ensuite un nouveau projet à Jōchō : il s’agissait de sculpter la statue d’Amida pour le Hōō-dō (Salle du Phénix) du Byōdō-in à Uji. Complétée aux alentours de 1052, il s’agit de la plus ancienne œuvre du sculpteur à nous être parvenue. Le temple compte actuellement encore plusieurs de ses travaux.
L’école de Jōchō, qui se perpétua plusieurs décennies par une transmission du savoir presque héréditaire, reste le premier exemple connu d’école d’art japonaise. Les techniques du sculpteur furent ainsi transmises à son fils Kakujo, ses petits-fils Injo et Raijo, son arrière-petit-fils Kōjo, et même à Kōkei, qui fonda bien plus tard une nouvelle école de sculpture qui supplanta celle de Jōchō à l’époque de Kamakura.	

## Style
Jōchō a popularisé la technique yosegi, originaire de Chine, qui consistait à assembler une statue par plusieurs pièces de bois sculptées séparément. Le sculpteur était ainsi limité à de plus petites surfaces, mais cela renforçait en fait la finesse et l’esthétique de chaque pièce,. Surtout, cela permettait à plusieurs assistants de travailler sur une même sculpture, accélérant grandement la production. Jōchō, ou le maître sculpteur, se chargeait de la finition. La technique entraîna la standardisation des proportions des corps et des détails, afin d’accélérer la sculpture et l’assemblage.
De l'art de Jōchō, les historiens de l’art retiennent souvent les canons de proportions qu'il a mis au point, témoignant de la maîtrise de son art. Il se basait sur une unité élémentaire équivalent à la distance entre le menton et le haut du front tandis que l'écart entre les genoux devait être égal à la distance entre le bas des jambes et les cheveux en position assise. Ainsi, les jambes à plat formaient la base d’une composition en triangle, conférant stabilité et paix à l’ensemble. Cet effet était renforcé par d’autres éléments comme les halos souvent très riches, présentant des motifs de flammes, de nuages ou de tennin (天人) dansant. En définitive, le style de Jōchō exprimait la compassion et l’élégance, et les détails du visage une certaine bonté.
Son style et sa technique d’assemblage impliquant plusieurs assistants eurent une influence déterminante sur l’art japonais, étant repris et imités par de nombreux sculpteurs durant 150 ans environ (notamment via les écoles In et En). Il s’ensuivit d’ailleurs un certain classicisme remis en cause seulement à l’époque de Kamakura (1185-1333) par l'école Kei.